# Liphistius lahu
Espèce
Liphistius lahu est une espèce d'araignées mésothèles de la famille des Liphistiidae.

## Distribution
Cette espèce est endémique de Thaïlande.

## Publication originale
- Schwendinger, 1998 : Five new Liphistius species (Araneae, Mesothelae) from Thailand. Zoologica Scripta, vol. 27, no 1, p. 17-30.